# Walter Busch (Literaturwissenschaftler)
Walter Busch-Bernard (* 7. August 1946 in Hemer; † 28. März 2013 in Verona) war ein deutscher Literaturwissenschaftler.

## Werdegang
Walter Busch studierte Deutschsprachige Literatur und Philosophie an der Universität Marburg. 1981 wurde er in Marburg mit der Arbeit Cäsarismuskritik und epische Historik. Zur Entwicklung der politischen Ästhetik Bertolt Brechts 1936-1940. zum Dr. phil. promoviert. 1989 habilitierte er sich in Neuerer Deutscher Literatur.
1987 wurde er zum Associate Professor für deutsche Sprache und Literatur in Rom ernannt. Seit 1989 war er Associate Professor für deutsche Sprache und Literatur an der Universität Verona; seit 2005 ordentlicher Professor.
Die Arbeitsschwerpunkte von Busch waren die Moderne Poesie, Exilliteratur und Literaturtheorie.

## Schriften
- Cäsarismuskritik und epische Historik : zur Entwicklung der politischen Ästhetik Bertolt Brechts 1936-1940, Lang Frankfurt am Main  1982
- Max Kommerell. Leben – Werk – Aktualität, wallstein Verlag 2003, ISBN 978-3-89244-636-1
- La poesia tedesca del Novecento, Laterza Roma 2009, ISBN 978-88-420-8568-3